# Konstanta brzine hemijske reakcije
U hemijskoj kinetici konstanta brzine hemijske reakcije k ili {\displaystyle \lambda } je kvantitativna mera brzine hemijske reakcije.
Za hemijsku reakciju gde supstance A i B reaguju i proizvode C, brzina reakcije ima oblik:

{\displaystyle {\frac {d[C]}{dt}}=k(T)[A]^{m}[B]^{n}}
k(T) je konstanta brzine reakcije, koja je zavisna od temperature.
 je koncentracija supstance C u molovima po jedinici zapremine rastvora podrazumevajući da se reakcija odvija u celoj zapremini rastvora (za reakcije koje se odvijaju na graničnoj površini, konstanta bi bila definisana kao broj molova C po jedinici površine).
Eksponenti m i n se nazivaju redovima i zavisni su od mehanizma reakcije. Oni se mogu odrediti eksperimentalno.
Jednostepena reakcija se može zapisati kao
{\displaystyle {\frac {d[C]}{dt}}=Ae^{\frac {-E_{a}}{RT}}[A]^{m}[B]^{n}}
 je energija aktivacije i R je univerzalna gasna konstanta. Pošto na temperaturi T molekuli imaju energije definisane Boltcmanovom distribucijom, može se očekivati da će udeo sudara sa energijom većom od  varirati sa faktorom . A je pre-eksponencijalni faktor ili faktor frekvencije.
Arenijusova jednačina daje kvantitativnu osnovu odnosa između energije aktivacije i brzine reakcije.

## Literatura
- Jeffrey I. Steinfeld; Joseph S. Francisco; William L. Hase (20. 8. 1998). Chemical Kinetics and Dynamics (2. изд.). Prentice Hall. ISBN 978-0-13-737123-5.
- House, James E. (13. 9. 2007). Principles of Chemical Kinetics, Second Edition (2. изд.). ISBN 978-0-12-356787-1. Текст „publisher: Academic Press ” игнорисан (помоћ)